# Тёплый Ключ (Татарстан)
Тёплый Ключ — деревня в Высокогорском районе Республики Татарстан, Россия, входит в состав муниципального образования — Семиозерское сельское поселение.

## География
Деревня расположена близ двух истоков притоков реки Солонка, в 16 километрах к северо-западу от села Высокая Гора.

## История
Основано в 1910-х годах.. До 1927 года входило в Ковалинскую (с 1924 г. Менделинскую) волость Казанского уезда Казанской губернии (с 1920 года — Арского кантона Татарской АССР). После введения районного деления в Татарской АССР в составе Казанского пригородного (1927—1938), Юдинского (1938—1958), Высокогорского (1959—1963), Зеленодольского укрупнённого (1963—1965) и вновь Высокогорского (с 1965) районов Татарской АССР (Республики Татарстан). На низшем административном уровне Шигали входило в Шигалинский (1918—1959) и Семиозёрский (с 2005 года сельское поселение) сельсоветы.

## Население
Численность населения — 1 человек (2010 г.).